# اولاد خضیر
اولاد خضیر (به عربی: أولاد خضیر) یک شهرداری در الجزایر است که در ناحیه أولاد خضیر واقع شده‌است. اولاد خضیر ۱٬۹۲۰ کیلومتر مربع مساحت و ۴٬۲۵۱ نفر جمعیت دارد و ۳۸۰ متر بالاتر از سطح دریا واقع شده‌است.